# Rudný (Křemešnická vrchovina)
Rudný (též Šacberk, něm. Schatzberg, dříve též Sparberg či Schodlberg; 613 m n. m.) je vrchol v České republice, v Křemešnické vrchovině, mezi Jihlavou, Lesnovem, Bedřichovem, Pávovem, Zbornou a Hybrálcem. Místo, jak už název napovídá, je spjato s hornickou minulostí Jihlavy. Na severní straně vrchu se nachází Ski areál Šacberk.

## Památný buk na Rudném
Asi 100 m na východ od vrcholu kopce roste památný buk. Jeho výška bývá odhadována na 30 m a obvod kmene na 410 cm. Od 15. listopadu 1990 je státem chráněný. V jeho okolí je pak možné najít zbytky původního bukového lesa.

## Pomníček sv. Huberta
Pomníček stojí při cestě z vrchu Rudný k rozcestí U Lyžaře, v místě, které je v lesnických mapách označováno jako U svatého Huberta. V minulosti zde stával dřevěný kříž se stříškou a obrazem sv. Huberta, patrona myslivců. Autorem pomníčku je Karel Hurdálek z Hronova a Jihlavě jej věnovala Hospitální nadace Františka Antonína hraběte Sporcka v Kuksu, podporovaná členy Řádu sv. Huberta. K odhalení došlo 5. května 2009 a vysvětil jej svatojakubský farář Petr Ivan Božík.

## Štola na Rudném
Téměř přímo na vrcholu Rudný, asi 70 metrů severně od torza bývalé rozhledny se v lesním porostu nachází ústí patrně pokusné štoly ze Špárského couku. Štola je cca 140 cm vysoká a 3 m dlouhá.

## Dostupnost
Vlastní vrchol je dostupný především po Hornické naučné stezce. Pod kopcem, u silnice z Jihlavy na Smrčnou a odbočce na Zbornou se nachází rozcestí U Lyžaře, kudy prochází dvojice značených turistických tras, které Rudný obíhají – žlutá od Nového Pávova přes Zbornou na Hybrálec a modrá od Štok přes Zbornou na Staré Hory. Svahy kopce pak křižuje několik lesních silniček a cest.